# Tal Bachman
Tal Bachman é um cantor e compositor canadense de Winnipeg, Manitoba. Ele é bem conhecido pelo hit "She's So High". 
Quando membro da Igreja de Jesus Cristo dos Santos dos Últimos Dias, da qual se desvinculou posteriormente, Bachman trabalhou numa missão, na Argentina, durante dois anos. Atualmente,  reside em Victoria, na Colúmbia Britânica.

## Discografia
- Tal Bachman - 1999
- Staring Down the Sun - 2004